# Lopušné Pažite
Lopušné Pažite (Hongaars: Pázsitos) is een Slowaakse gemeente in de regio Žilina, en maakt deel uit van het district Kysucké Nové Mesto.
Lopušné Pažite telt 466 inwoners.